# رباط طرفی خارجی
رباط طرفی خارجی (به انگلیسی: Lateral collateral ligament) یک رباط محکم در مفصل زانو است که به لقمه (کوندیل) خارجی استخوان ران و سر استخوان نازک‌نی (فیبولا) اتصال دارد. این رباط به کپسول مفصلی اتصال نداشته، ولی همانند رباط طرفی داخلی در نگهداری کپسول مفصلی زانو نقش دارد.

## نگارخانه

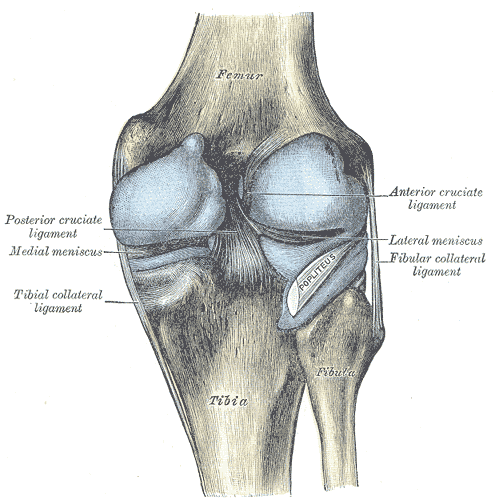